# Córka faraona

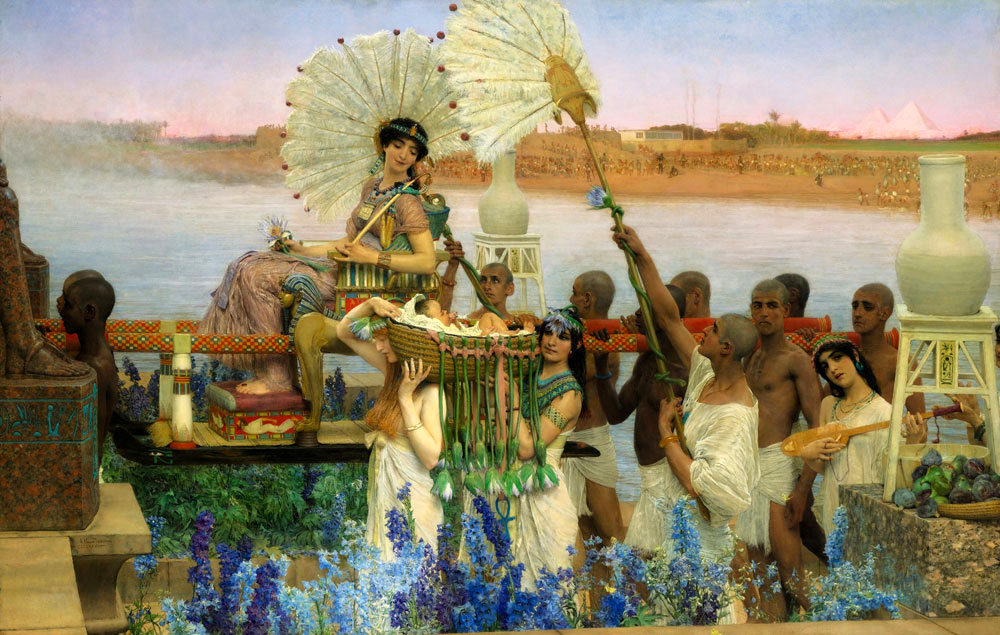
Odnalezienie Mojżesza (mal. Lawrence Alma-Tadema, 1904)

Córka faraona – nieznana z imienia postać biblijna ze Starego Testamentu. Zgodnie z relacją zawartą w Księdze Wyjścia (Wj 2,5-10) wyłowiła z rzeki koszyk z chłopcem, któremu nadała imię Mojżesz, i którego wychowała następnie jak własnego syna.

## Tożsamość
Choć Biblia nie podaje imienia córki faraona, w hagadach utożsamiono ją ze wspomnianą w 1 Księdze Kronik (1 Krn 4,18) córką faraona o imieniu Bitia (בִּתְיָה), żoną Mereda. Tradycja rabiniczna widzi w niej czcicielkę Jahwe, prawdopodobną potajemną konwertytkę na judaizm, jej męża Mereda utożsamia zaś z Kalebem. Miała zostać jako jedyna pierworodna w Egipcie oszczędzona podczas 10 plagi. Według Księgi Jubileuszów córka faraona nosiła imię Tarmut, u Artapanosa z Aleksandrii Merris, zaś u Józefa Flawiusza Termutis. 
W tradycji islamskiej nosi imię Asija i jest żoną, a nie córką faraona. Także islamscy egzegeci przypisują jej potajemne czczenie Boga Izraela.
Motyw córki faraona odnajdującej w sitowiu koszyk z małym Mojżeszem często pojawia się w sztuce chrześcijańskiej, gdzie stanowi prefigurację ucieczki Świętej Rodziny do Egiptu. Ubranej zazwyczaj w bogate szaty córce faraona towarzyszą często służące i obserwująca całą scenę z ukrycia Miriam.

Wyobrażenie sceny biblijnej w malarstwie europejskim
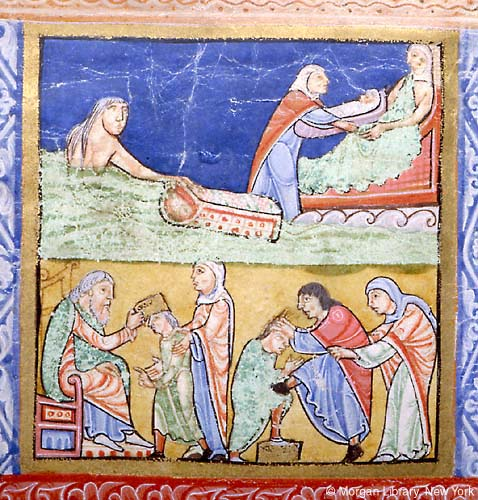
XII-wieczna miniatura angielska
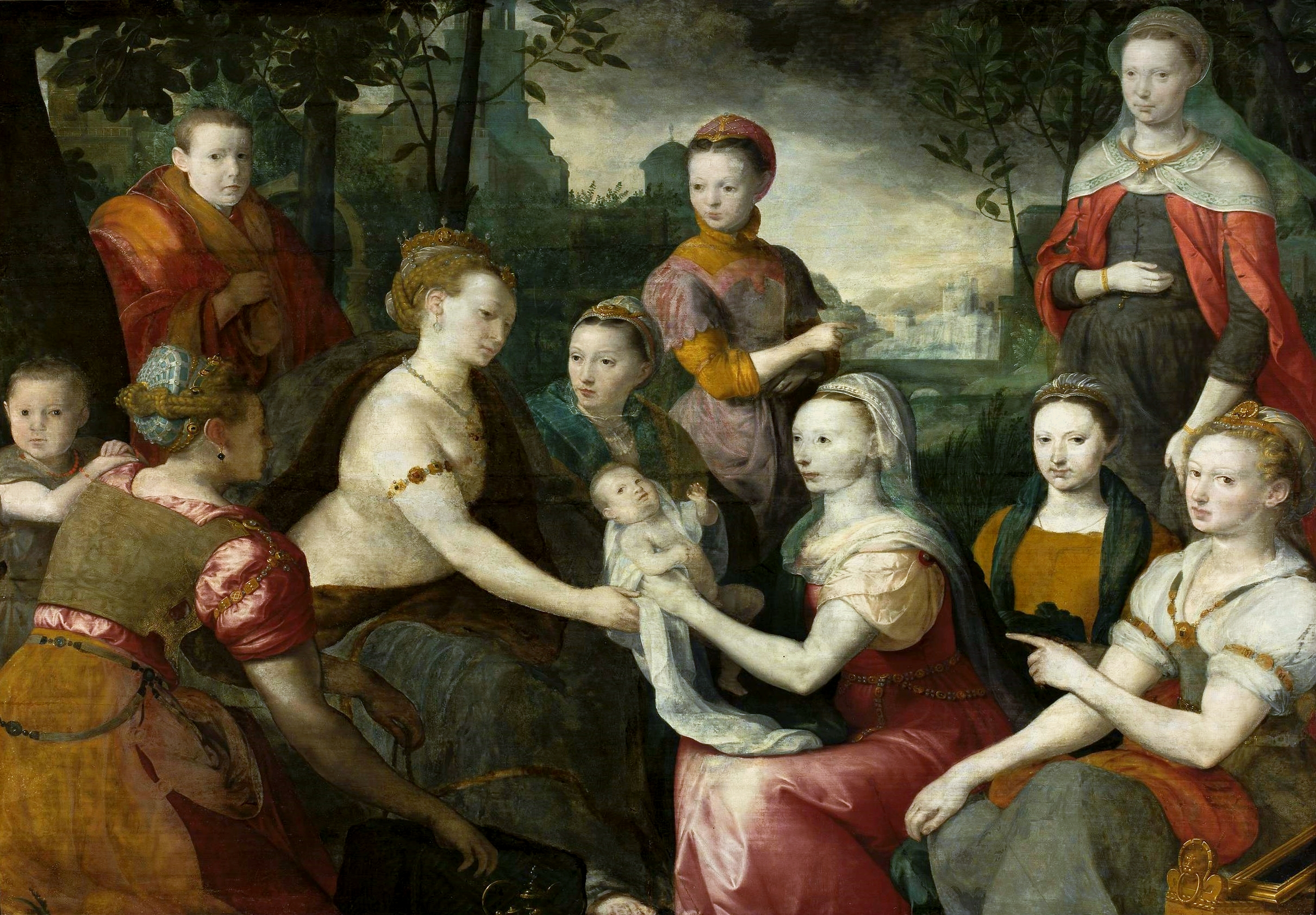
Bernaert de Rijckere (ok. 1556)
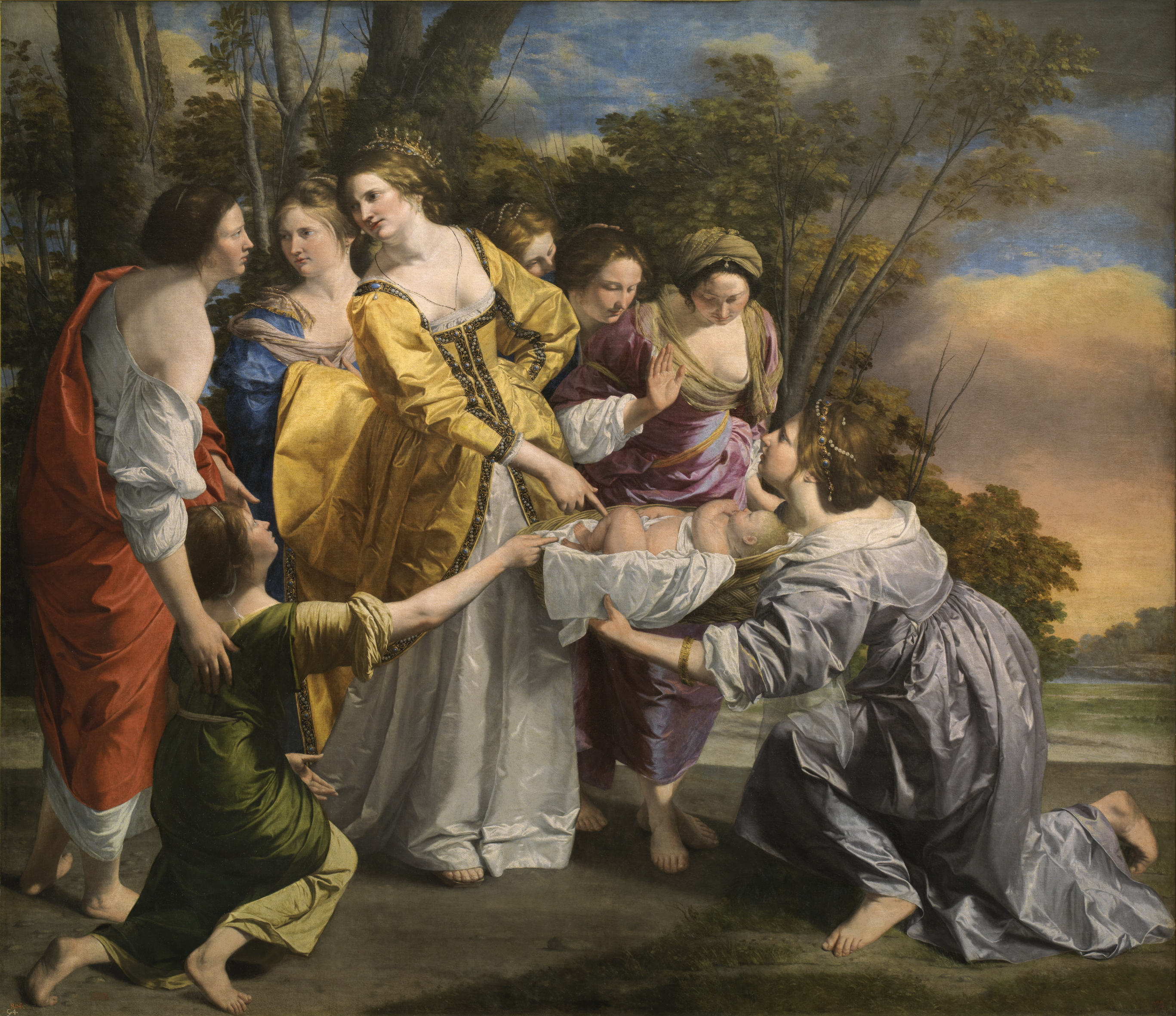
Orazio Gentileschi (1633)
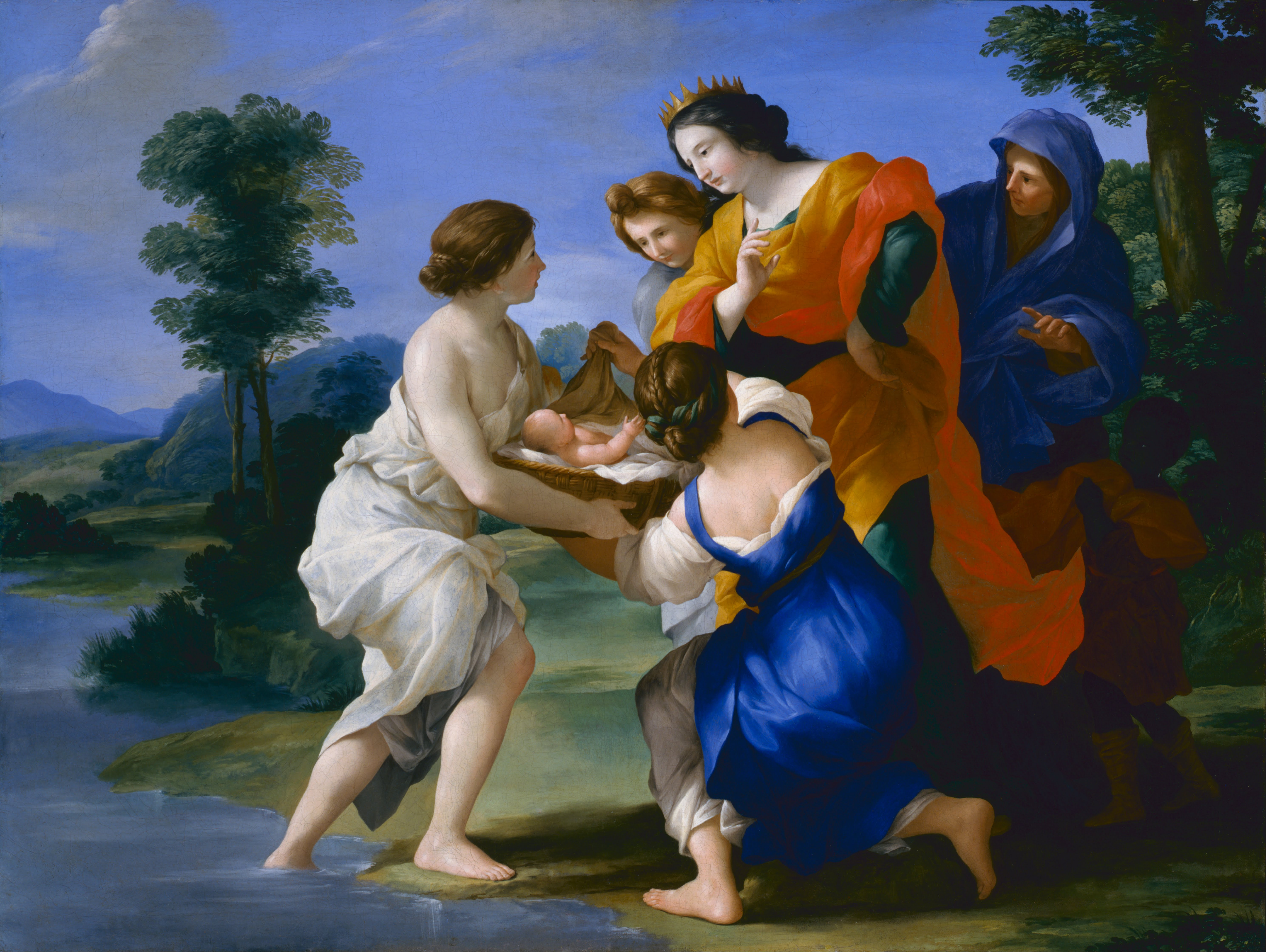
Giovanni Francesco Romanelli (ok. 1656)
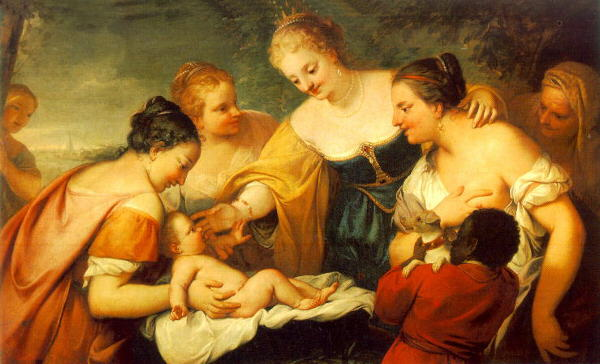
Andrea Celesti (1700)
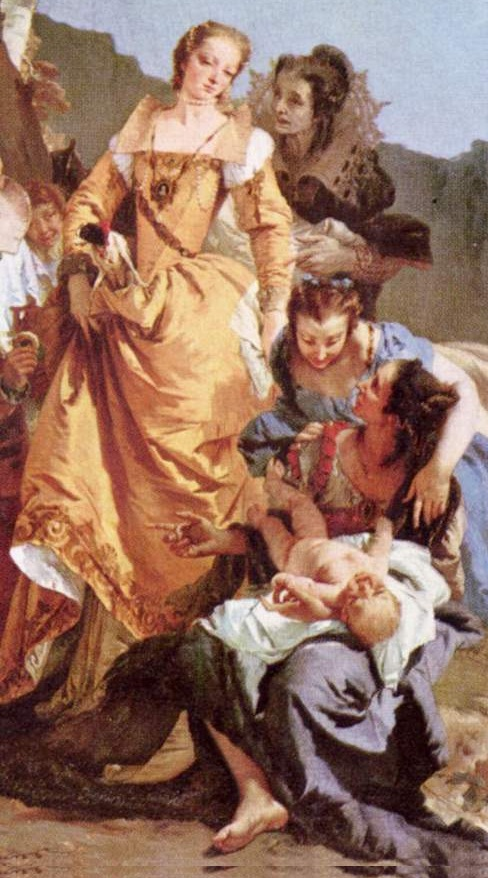
Giovanni Battista Tiepolo (1740)
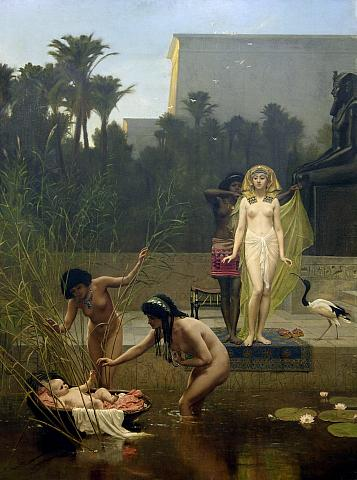
Frederick Goodall (1862)
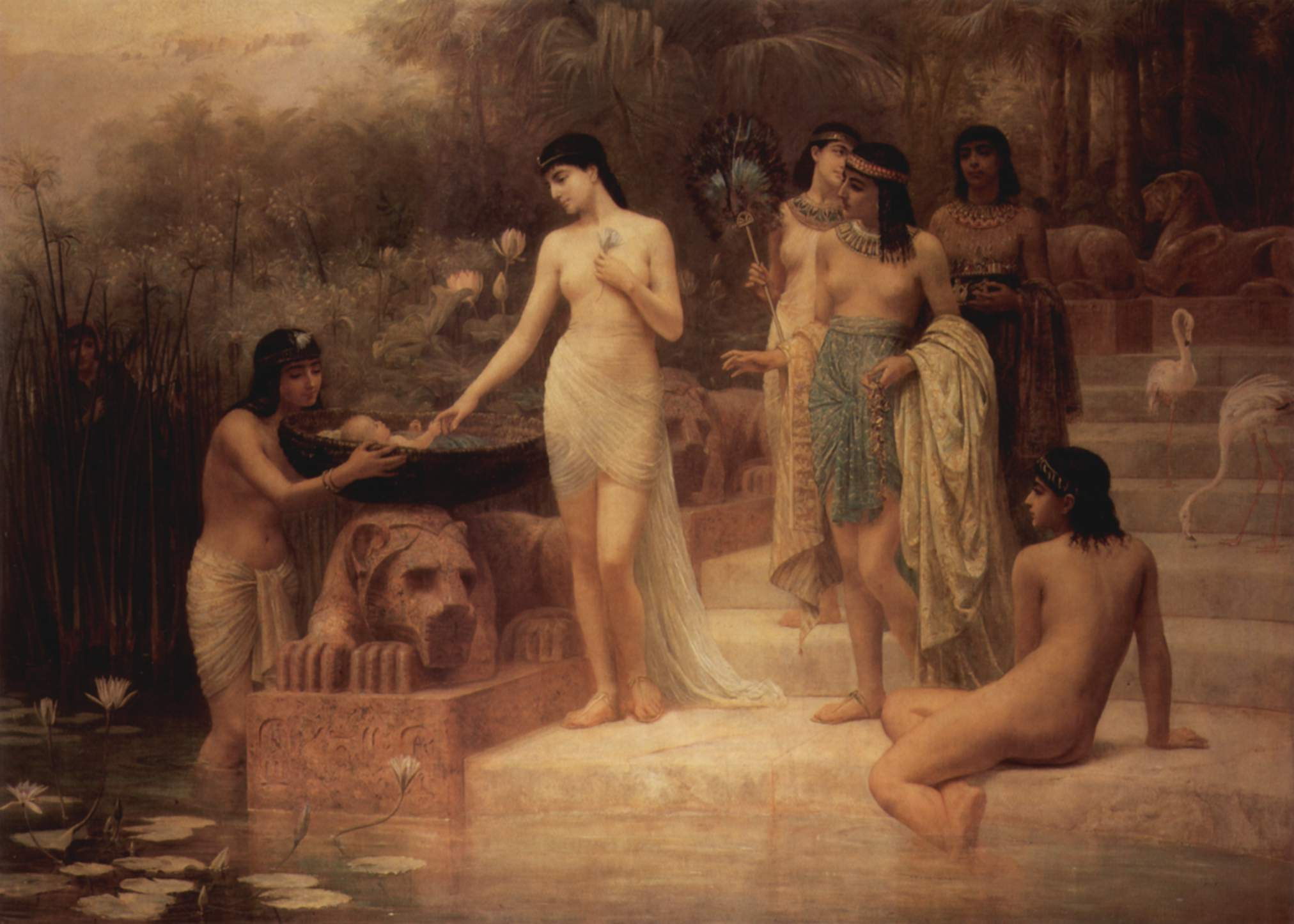
Edwin Long (1886)
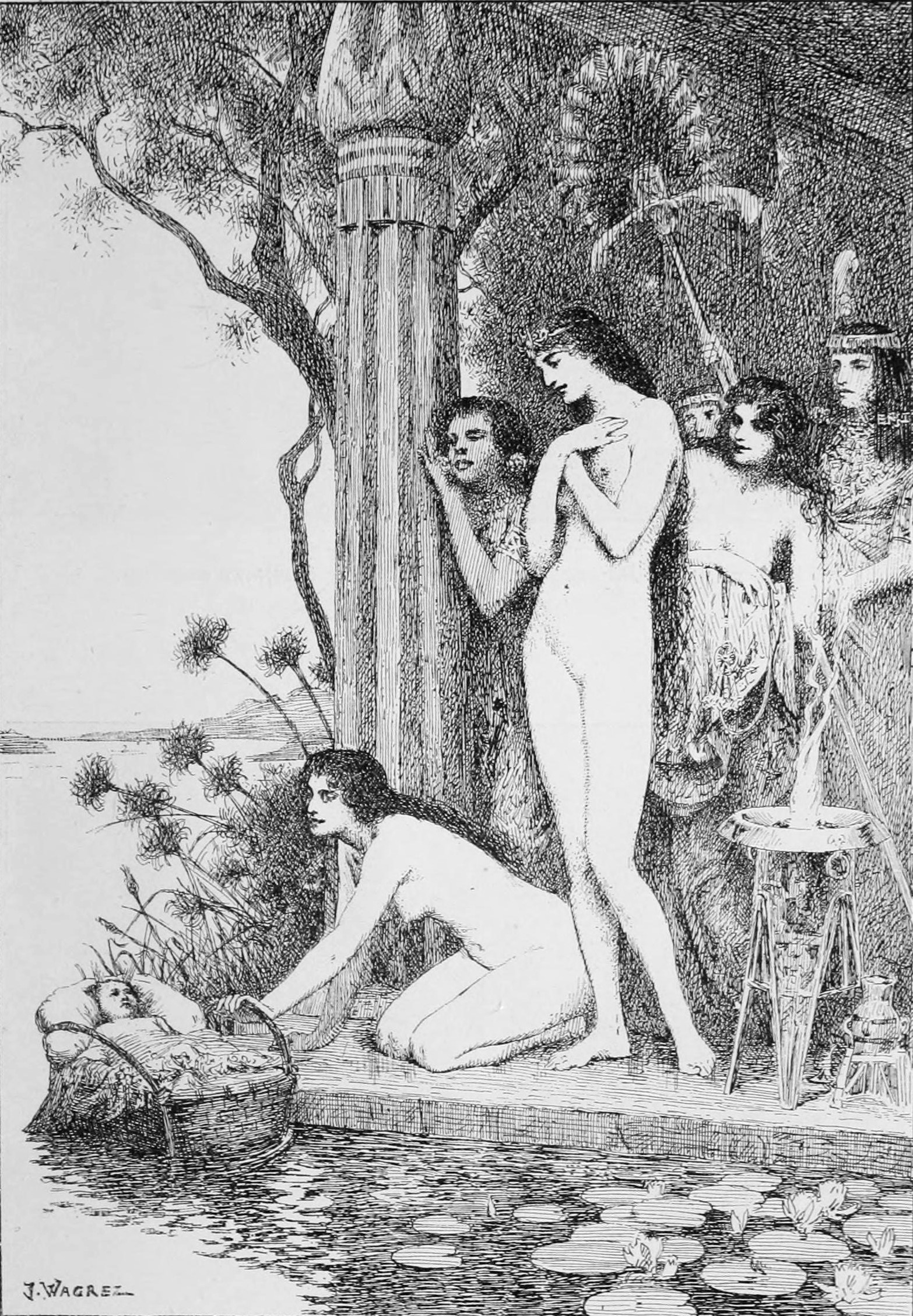
Jacques Clement Wagrez (1894)
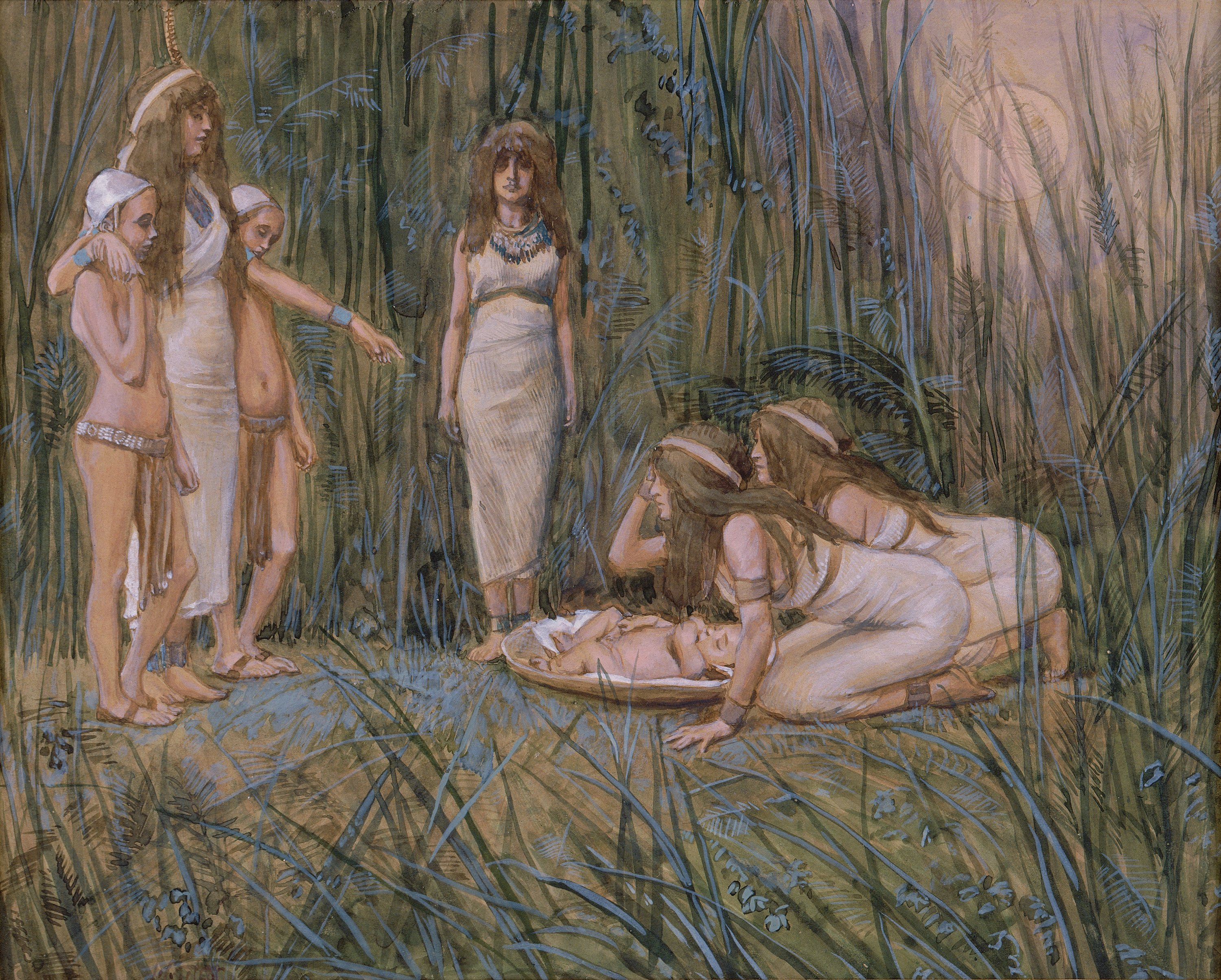
James Tissot (ok. 1900)